# Kanton Grignols
Kanton Grignols (fr. Canton de Grignols) je francouzský kanton v departementu Gironde v regionu Akvitánie. Tvoří ho 10 obcí.

## Obce kantonu
- Cauvignac
- Cours-les-Bains
- Grignols
- Labescau
- Lavazan
- Lerm-et-Musset
- Marions
- Masseilles
- Sendets
- Sillas